# Joseph Pallache
 (mai 2017).
Si vous disposez d'ouvrages ou d'articles de référence ou si vous connaissez des sites web de qualité traitant du thème abordé ici, merci de compléter l'article en donnant les références utiles à sa vérifiabilité et en les liant à la section « Notes et références ».
Joseph Pallache (vers 1580 -1638/1648/1657) est un négociant et diplomate juif marocain de la famille Pallache, qui a été envoyé par le sultan du Maroc avec son frère Samuel Pallache pour conclure un traité avec la République néerlandaise en 1608. 

## Biographie
Joseph Pallache est né à Fès, au Maroc. Son père, Isaac Pallache, était un rabbin, mentionné en premier lieu dans Taqqanot en 1588. Son frère était Samuel Pallache. Son oncle était le grand rabbin de Fès, Judah Uziel.
Il est le père d'Isaac Pallache.

### Carrière
Après qu'une délégation de la République néerlandaise a visité le Maroc pour discuter d'une alliance commune contre l'Espagne et les pirates barbaresques, le sultan Zaidan el-Nasir en 1608 a nommé les frères marchands Samuel et Joseph Pallache pour être ses envoyés au gouvernement néerlandais à La Haye. Officiellement, ils avaient la fonction d'agents et non d'ambassadeurs.
Les Pallaches ont reçu le soutien de stathouder Maurice de Nassau et les États généraux à La Haye et ont négocié une alliance d'entraide contre l'Espagne. 
Le 24 décembre 1610, les deux pays ont signé un traité d'amitié et de commerce libre, un accord reconnaissant le commerce libre entre les Pays-Bas et au Maroc en permettant au sultan d'acheter des navires, armes et munitions des Pays-Bas. Ce fut l'un des premiers traités officiels entre un pays européen et une nation non chrétienne, après les traités du XVIe siècle de l'alliance franco-ottomane.
Après la mort de son frère Samuel en 1616, Joseph a hérité de la position de son frère Samuel comme agent principal pour le Maroc aux Pays-Bas. Quand il a voyagé au Maroc, son fils David Pallache a servi comme adjoint. Au cours de l'un de ses voyages au Maroc, lui et son fils Moïse ont essayé de construire un nouveau port près du Cap Cantin, mais ils ont échoué.

### Fin de vie
La date du décès de Joseph Pallache varie considérablement dans les rapports. Ses dossiers funéraires montrent un écart de 10 ans de « 1639 ou 1649 ». Il est enterré à côté de son frère Samuel à Ouderkerk aan de Amstel près d'Amsterdam. 